# جميل حميدان
جميل بن محمد علي حميدان (مواليد 1950) سياسي بحريني يتولى حاليا منصب وزير العمل منذ 13 يونيو 2022

## السيرة الذاتية
ولد حميدان في عام 1950. حصل على ليسانس في الحقوق من جامعة بيروت العربية. عمل في وزارة العمل والشئون الاجتماعية منذ عام 1970 حيث تدرج في مختلف المناصب حتى تم تعيينه وزيرا.

## المناصب الحالية
- صدر مرسوم بتعينه وزيرا للعمل في 13 يونيو 2022
- تولى حقيبة وزارة العمل والتنمية الاجتماعية 30 سبتمبر 2015 بمرسوم ملكي رقم (65) لسنة 2015م.
- وزير العمل (26 فبراير 2011م – 29 سبتمبر 2015م)  بمرسوم ملكي رقم (14) لسنة 2011م، والمرسوم الملكي رقم (83) لسنة 2014م.
- رئيس مجلس إدارة هيئة تنظيم سوق العمل.
- رئيس مجلس إدارة بنك الأسرة.
- رئيس مجلس السلامة والصحة المهنية.
- رئيس اللجنة الرباعية المعنية بوضع الضوابط حول قرار حرية انتقال العامل الأجنبي.
- رئيس اللجنة المشتركة لبحث تداعيات الأزمة الاقتصادية وتأثيرها على العمالة الوطنية.
- رئيس لجنة دراسة ظاهرة العمالة السائبة.
- رئيس لجنة تكريم العمال المجدين والمتفوقين.'
- رئيس اللجنة الوطنية للطفولة.
- رئيس المجلس الأعلى للتدريب المهني فبراير 2011 إلى أكتوبر 2015.

## عضويات المجالس واللجان
- - عضو مجلس التنمية الاقتصادية.
  - عضو مجلس الخدمة المدنية.
  - عضو مجلس أمناء جامعة البحرين.
  - عضو مجلس الدفاع المدني.
  - عضو لجنة تطوير التعليم والتدريب.
  - عضو اللجنة الوزارية للشؤون المالية والاقتصادية.
  - عضو اللجنة الوزارية للشؤون القانونية.
  - عضو اللجنة الوزارية للخدمات الاجتماعية والاتصالات والإعلام.
  - عضو اللجنة الوزارية للخدمات والبنية التحتية 2011 - 2014.

## العضويات الإقليمية والدولية
- - عضو مجلس إدارة منظمة العمل الدولية منذ يونيو 2014 .
  - عضو في مجلس وزراء العمل والشؤون الاجتماعية لدول مجلس التعاون لدول الخليج العربية.
  - يترأس الفريق الخليجي المشترك للتأمين ضد التعطل منذ يونيو 2012.
  - تولى منصب نائب رئيس الاجتماع الإقليمي السادس عشر لدول آسيا والمحيط الهادئ، بالي، إندونيسيا، (6 ديسمبر 2017).
  - تولى رئاسة الدورة (30) لمجلس وزراء العمل بدول مجلس التعاون لدول الخليج العربية لسنة 2013.
  - ترأس مجلس إدارة منظمة العمل العربية لعام 2011م.
  - عضو لجنة خبراء التأمينات الاجتماعية المكلفة بوضع نظام لمد الحماية التأمينية لمواطني دول مجلس التعاون عند انتقالهم للعمل.
  - المنسق العام لمشروع الدليل العربي الخليجي الموحد للتصنيف والتوصيف المهني.

## الأوسمة
- منح وسام البحرين من قبل الملك حمد بن عيسى آل خليفة ملك مملكة البحرين المفدى (احتفالات العيد الوطني، 16 ديسمبر 2016).
- وسام الكفاءة من الدرجة الأولى للملك بصفته أحد رواد العمل الوطني (احتفالات العيد الوطني 16 ديسمبر 2009).

## أهم المنجزات منذ تولي الوزارة
- - أسهم في إعداد وصياغة قانون العمل البحريني الصادر في 2012م.
  - أصدر العديد من القرارات الوزارية المنظمة لقانون العمل الحالي والتي كان لها الدور في تعزيز حقوق العامل البحريني وتفعيل العمل النقابي في مملكة البحرين.
  - أطلق العديد من المشاريع والمبادرات الريادية الناجحة في مجال العمل والتدريب في مملكة البحرين منها المرصد الوطني لسوق العمل ومشروع المعايير المهنية ومشروع توظيف الجامعيين ومشروع كلية الضيافة والعديد من المشاريع الأخرى.
  - أشرف وساهم في إعداد العديد من الدراسات العمالية كما تولى مسئولية متابعة برامج العمل المشتركة في المجال العمالي التي تقوم بها دول مجلس التعاون الخليجي.
  - عضو سابق في هيئة التحرير لسلسلة الدراسات الاجتماعية والعمالية الصادرة عن المكتب التنفيذي لمجلس وزراء العمل بدول مجلس التعاون.

## المشاركات العربية والدولية
- - أناب صاحب السمو الملكي الأمير خليفة بن سلمان آل خليفة رئيس الوزراء الموقر في اجتماع مجلس الأمن حول "الاتجار بالأشخاص في حالات النزاع"، نيويورك، الولايات المتحدة الأمريكية (20 ديسمبر 2016).
  - تمثيل مملكة البحرين في مؤتمرات منظمة العمل الدولية ومنظمة العمل العربية وجميع المنظمات والمحافل الإقليمية والدولية المعنية بالعمل والتشغيل والتنمية الاجتماعية.'
  - ترأس العديد من اللجان الفنية المشتركة على مستوى الدول العربية ودول مجلس التعاون.